# عین ترما
عین ترما (عربی: عین ترما) یک دهکده در حومه دمشق در سوریه است که در ۳ کیلومتر (۱٫۹ مایل) شرق از دمشق قدیمی، درست در شمال رودخانه بارادا، در منطقه ای به نام غوطه شرقی قرار دارد. این منطقه از لحاظ اداری بخشی از زیرمجموعه اربین، در منطقه مرکز حومه دمشق است. جمعیت این شهر طبق سرشماری سال ۲۰۰۹ (دفتر مرکزی آمار) ۴۰۰۱۵ نفر است و تراکم ۱٬۰۲۴ نفر در هر کیلومتر مربع و کمتر از ۱۰٪ از این افراد کشاورز هستند.

## در طول جنگ داخلی سوریه
عین ترما در جریان جنگ داخلی سوریه بیشتر تحت کنترل شورشیان بود. یکی از مناطقی بود که در ۲۱ اوت ۲۰۱۳ (حمله شیمیایی غوطه) با گاز سارین مورد حمله قرار گرفت و این در جریان حمله ریف دمشق (مارس-اوت ۲۰۱۳) رخ داد. شورشیان در ۲۳ مارس ۲۰۱۸ در جریان حمله ریف دمشق (فوریه-آوریل ۲۰۱۸) تسلیم نیروهای دولتی شدند.